# Karel Blondeel
Pour les articles homonymes, voir Blondeel.
Karel Blondeel est un triathlète professionnel belge, champion d'Europe de triathlon moyenne distance en 1990.

## Palmarès
Le tableau présente les résultats les plus significatifs (podium) obtenus sur le circuit national et international de triathlon depuis 1985,.
| Année               | Compétition                                         | Pays      | Position           | Temps           |
| ------------------- | --------------------------------------------------- | --------- | ------------------ | --------------- |
| 1993                | Championnats de Belgique de triathlon               | Belgique  | Médaille d'or      | 1 h 52 min 13 s |
| 1990                | Championnats d'Europe de triathlon moyenne distance | Allemagne | Médaille d'or      | 2 h 1 min 22 s  |
| 1988                | Championnats d'Europe de triathlon moyenne distance | Pays-Bas  | Médaille d'argent  | Timing          |
| 1988                | Coupe de France - Classement individuel B           | France    | Médaille d'or      | Timing          |
| 1987                | Championnats d'Europe de triathlon                  | France    | Médaille de bronze | 2 h 1 min 22 s  |
| entre 1986 et 1997, | Championnats de Belgique de triathlon               | Belgique  | Médaille d'or      | Timing          |
| entre 1986 et 1997, | Championnats de Belgique de triathlon               | Belgique  | Médaille d'or      | Timing          |
| entre 1986 et 1997, | Championnats de Belgique de triathlon               | Belgique  | Médaille d'or      | Timing          |
| entre 1986 et 1997, | Championnats de Belgique de triathlon               | Belgique  | Médaille d'or      | Timing          |
| entre 1986 et 1997, | Championnats de Belgique de triathlon               | Belgique  | Médaille d'or      | Timing          |
| entre 1986 et 1997, | Championnats de Belgique de triathlon               | Belgique  | Médaille d'or      | Timing          |
| 1985                | Championnats de Belgique de triathlon               | Belgique  | Médaille d'or      | Timing          |
| 1985                | Embrunman                                           | France    | Médaille de bronze | 4 h 19 min 10 s |